# 상남초등학교 (강원)
상남초등학교는 대한민국 강원특별자치도 인제군에 있는 공립 초등학교이다.

## 역사
- 1937년 3월 8일 상남공립 심상소학교로 4년제 인가
- 1937년 4월 10일 상남공립 심상소학교로 개교
- 1981년 3월 10일 상남국민학교 병설유치원 개원
- 1996년 3월 1일 상남초등학교로 이름 바뀜
- 2015년 2월 11일 제73회 졸업식(총 2013명 졸업)
- 2015년 3월 1일 제24대 용환성 교장 부임